# Gaetano Filangeri

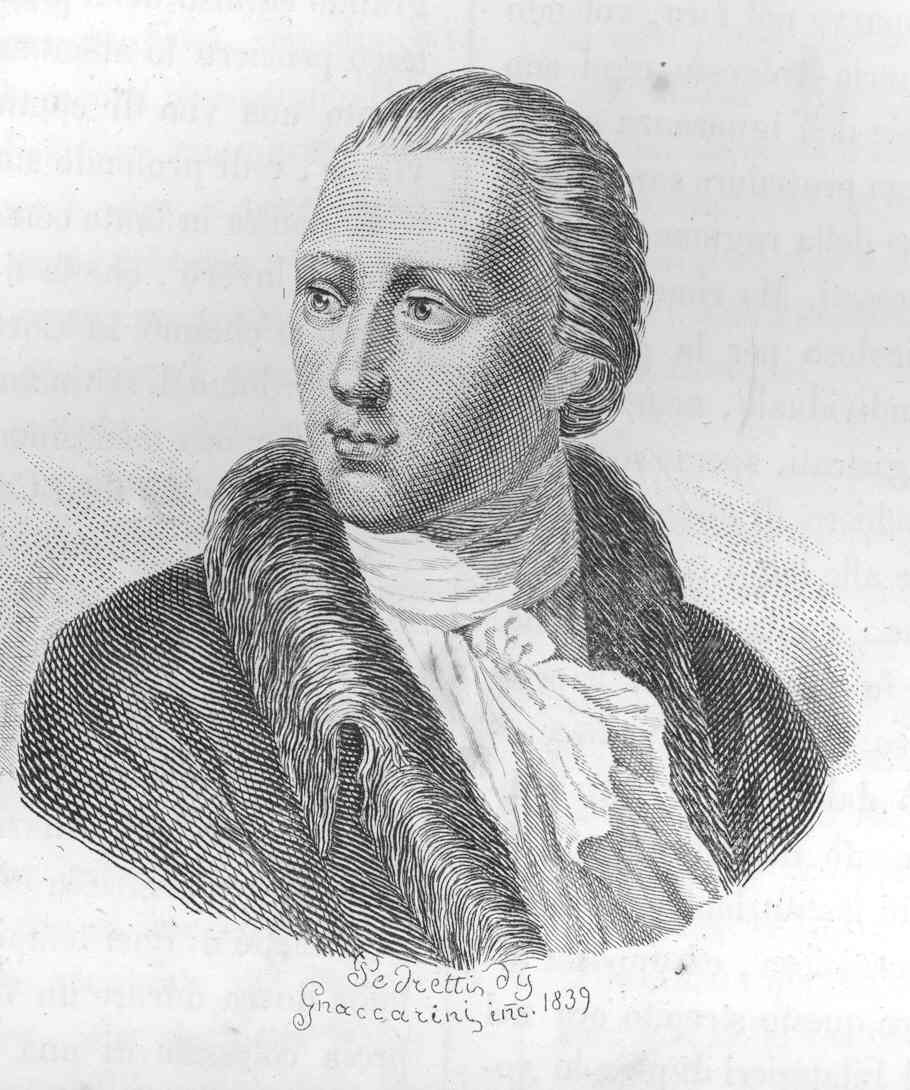
Gaetano Filangieri

Gaetano Filangeri (San Sebastiano al Vesuvio 1753 - Vico Equense 1788), neapolitański uczony i prawnik, współpracował z nim Bernardo Tanucci (1698-1783) minister w Królestwie Neapolu i wielki reformator tego kraju w duchu Oświecenia. Jego główne dzieło La scienza della legislazione było wydawane wielokrotnie począwszy od roku 1780.

## Dzieła
- Riflessioni politiche su l'ultima legge del sovrano, che riguarda la riforma dell'amministrazione della giustizia del cavalier Gaetano Filangieri, Napoli: nella stamperia di Michele Morelli, 1774
- La scienza della legislazione del cavalier Gaetano Filangieri. (wiele wydań i tłumaczeń).
- F.S. Salfi, Franco Crispini (ed.), "Introduzione" di Valentina Zaffino, Elogio di Filangieri, Cosenza, Pellegrini, 2012, ISBN 978-88-8101-863-5